# Отомангейські мови
Отомангейська мовна сім'я (англ. Otomanguean) — індіанська мовна родина, яка налічує багато десятків мов і поширена переважно в центральній Мексиці. В межах сім'ї виділяють сім груп — амусго, ч'япянек-манге, чінантеко, міштеко, отомі-паме, пополакську та сапотекську.